# ایلیا ایلیف
ایلیا ایلیف (بلغاری: Илия Илиев؛ زادهٔ ۲۰ دسامبر ۱۹۷۴) بازیکن فوتبال اهل بلغارستان است.
از باشگاه‌هایی که در آن بازی کرده است می‌توان به باشگاه فوتبال لیتکس لووچ و باشگاه فوتبال احمد گروزنی اشاره کرد.